# 僕とスターの99日
『僕とスターの99日』（ぼくとスターのきゅうじゅうくにち）は、2011年10月23日から12月25日まで、フジテレビ系列の『ドラマチック・サンデー』枠（日曜日21:00 - 21:54〈JST〉）にて放送されたテレビドラマ。
西島秀俊とキム・テヒのダブル主演。

## 概要
韓国のトップ女優と彼女のボディーガードを務めることになった独身アラフォー男の99日限定の秘密の恋を、「いちばん近くて遠い恋」をテーマにコメディ仕立てで描いたラブストーリー。
キャッチコピーは「まさかの恋は、まさかの期限付き。」。
西島秀俊にとっては民放連続ドラマ初主演作となり、2011年1月度の同枠のドラマ「スクール!!」にも出演していた。韓国人女優のキム・テヒは日本のテレビドラマ初出演にして初主演（ダブル主演）となる。なお、キム・テヒがヒロイン役を務めた韓国ドラマ『アイリス』（韓国での放送は2009年）が2010年にTBS系列の水曜劇場枠で放送されていたため、日本の連続ドラマ枠で放送される番組への出演は2回目となる。また、出演者の生田智子は16年ぶりの連続ドラマ出演で、本格的に女優業に復帰した。

## あらすじ
警備会社で20年もアルバイトを続けている並木航平は、天体観測だけが趣味の冴えない男。
世間が韓国のスターであるハン・ユナの来日に沸き立つ中でも、航平は全くの無関心。
しかし、ユナの所属する芸能事務所の社長と、航平の勤める会社の社長が偶然にも知り合いだったことから、航平はユナのボディー・ガードを務めることになってしまう。
契約期間はユナの日本滞在が終了するまでの99日。出会うはずの無かった二人の、秘密の恋が始まる。

## キャスト

### 主要人物
並木 航平（なみき こうへい）〈38→39〉
演 - 西島秀俊（幼少期：原田一輝）
1973年9月28日生まれ。未婚。独身。警備会社「ジャパン・セキュリティー・ガード」（JSG）のアルバイト警備員。イケメンボディーガード。
恵まれたルックスのせいか、小さいころから周囲には女の子が集まってきたが、本人はまったくの鈍感。
「自分で星を発見したい」という夢を持ち、大学で天文学を専攻。卒業後は天文台に就職するが、10年勤め続けたある日とある事情で職を失い、同時に夢も捨ててしまった。
生活費を稼ぐため、学生時代にアルバイトで世話になっていた警備会社JSGの社長・三枝恵実子を訪ね、以来ずっと警備員のアルバイトをこなしながら、夜、望遠鏡で興味の天体観測をすることだけが楽しみという生活を送っている。
正義感が強く人のために行動するがその過程で誤解されやすく騒動に発展する損な性格。
「星にしか興味がないから」という理由で韓国から来日した女優・ハン・ユナのボディーガードを受け持つことになる。ハン・ユナからは「サボテン」と呼ばれている。
天体観測にうってつけな物干し台がある古い貸家の2階に住んでいる。姉・並木雪子が強引きに預けてくる3人の子供たちにとって、父親と兄貴の中間くらいの存在になってゆくことに。
ハン・ユナ〈30〉
演 - キム・テヒ（幼少期：豊田留妃）
『国民の花嫁』の異名を持つ、韓国のトップスター女優。
北斗七星をかたどった手作りのキーホルダーをいつも身につけている。
幼いころは野原をかけ回って遊ぶ、お転婆な少女だった。9歳の時、『ローマの休日』を見て女優になることが夢に。18歳で本格的な女優を目指して小さな芸能事務所に飛び込みで所属していたが、お飾り的な役柄ばかりだった。20歳すぎに、日本から金の卵を捜しに韓国にやってきた芹沢直子に見初められて事務所を移籍。25歳で大型連続ドラマの主役の座を射止め、国内のみならずアジア各国でも大ヒットを記録。
容姿から国内では『国民の花嫁』と呼ばれるようになり、芹沢直子も清楚で可憐なお嬢様イメージのハン・ユナに強いた。そんな窮屈な状況もあり、海外で仕事をしてみたいと強く思い、必死で日本語の勉強をし日本に渡る準備をした。
女優として世界に羽ばたく大きなチャンスに挑んでいるほか、もうひとつ日本で叶えたいと思う誰にも話せない切実な夢がある。
テレビドラマ「白い記憶」の主演に決まり日本に長期滞在することになる。微笑みは「一等星の輝き」と言われている。実は日本のB級グルメが好きで意外と奔放な性格。

### 芸能関係者
高鍋 大和（たかなべ やまと）〈38〉
演 - 佐々木蔵之介（幼少期：遠藤真人）
「共演者キラー」と呼ばれている日本のトップ俳優。女優のハン・ユナとドラマ「白い記憶」で共演する。自分の才能と容姿に絶大な自信を持つが、少々勘違い気味のところがある。
並木航平とは小学校時代の同級生で本名は「佐藤松男」である。当時は肥満体で、級友から「ガンモ」のあだ名で呼ばれ、女子にモテない暗い少年時代を過ごした。その悔しさから逃れるため、必死のダイエットで大幅な減量に成功し、俳優として大成する。
橋爪 和哉（はしづめ かずや）〈30〉
演 - 要潤
フリーの芸能記者でいわゆるパパラッチ。かつては、報道カメラマンとして戦場へ行っていた。ハン・ユナのスクープを狙って執拗に追いかける。
芹沢 直子（せりざわ なおこ）〈53〉
演 - 朝加真由美
韓国出身の女優・ハン・ユナが所属する事務所の社長。かつて大学教授だった三枝恵実子の教え子。計算高く、敏腕でやり手で強引。頭が良く可憐なイメージを崩さないようハン・ユナに要求する。
チョン・ヒジン〈23〉
演 - 韓英恵
ハン・ユナの付き人。性格に表裏なく、気立てがいい。いつも優しく接してくれるハン・ユナには感謝しているが、時々我が儘を言ってホテルを抜け出すハン・ユナと芹沢直子の間に挟まれて心底困っている。
夏目 純吉（なつめ じゅんきち）〈24〉
演 - 古川雄輝
高鍋大和の付き人。高鍋大和の芝居に憧れ志願して付き人となったが、その人となりを知り、そのあまりの女たらしぶりとナルシストな性格に辟易している。
三上 百合子（みかみ ゆりこ）
演 - 彩也子
ドラマ「白い記憶」のスタッフ。
小岩井（こいわい）
演 - 戸田昌宏
ドラマ「白い記憶」の監督。

### 警備会社 JSG
三枝 恵実子（さえぐさ えみこ）〈60〉
演 - 倍賞美津子
JSGの社長。20年前に出会った並木航平は息子のような存在で表面上は厳しく接するが、彼が夢を捨ててしまったことや恋愛に全く興味を示さないことを内心気にかけている。過去に大学で経営学を教え、芹沢直子はその時の教え子である。その関係で並木航平がハン・ユナのボディーガードとして雇われることになる。
近藤 保（こんどう たもつ）〈27〉
演 - 石黒英雄
JSGの社員。妻帯者で子供2人の父親。並木航平にいつも無理なお願いをされ困っている。アイドルや女優に目がないが、実際は大きな仕事は舞い込んでこないのでいつもあまりやる気がなく、三枝恵実子からよく怒られている。

### 並木家
並木 桃（なみき もも）〈17〉
演 - 桜庭ななみ
並木雪子の長女。並木航平の姪。プロダンサーを目指す高校2年生。オーディションを受けるためカラオケ店でアルバイトしている。幼いころから自由奔放な母に振り回され、並木雪子の代わりに幼い妹弟の世話をしてきた。高校に入ってからは唯一打ち込めるダンスを一人で練習する日々を送っている。
並木 菫（なみき すみれ）〈10〉
演 - 石橋宇輪
並木雪子の次女。
並木 蓮（なみき れん）〈7〉
演 - 椙杜翔馬
並木雪子の長男。
並木 雪子（なみき ゆきこ）〈45〉
演 - 生田智子
並木航平の7歳上の姉。生命保険のセールスレディー。並木航平とは言いたいことが言い合える腐れ縁のような関係。破天荒な性格で子供を航平に預け将来の旦那を探しにリゾート地へ旅に出る。

### その他
テソン〈25→26〉
演 - テギョン（2PM）（幼少期：田中奏生）
ハン・ユナの幼い時に生き別れた弟。カシオペヤ座を象ったキーホルダーを身につけている。日本でやさぐれた気持ちでキャバクラ「JUSTIN」の黒服をしていたが、並木航平がそのキーホルダーをヒントにハン・ユナと再会させる。ダンサーを目指している並木桃を応援する。
沼田 光代（ぬまた みつよ）
演 - 片桐はいり
たこ焼き屋「みっちゃん」店主。並木航平が住んでいるアパートの大家。
明菜（あきな）
演 - 藤井聖子
キャバクラ「JUSTIN」キャバクラ嬢。
聖子（せいこ）
演 -
キャバクラ「JUSTIN」キャバクラ嬢。
水野（みずの）
演 - 北代高士
テソンの悪友。
戸井田（といだ）
演 -
テソンの悪友。

### ゲスト
佐藤（さとう）
演 - 吉家章人（第1話）
ドラマ「白い記憶」の記者会見にいた記者。
ドラマ「白い記憶」記者会見進行
演 - 中野美奈子（フジテレビアナウンサー / 第1話）
畠山 康子（はたけやま やすこ）
演 - 八木瑛美莉（第2話）
並木航平の小学校時代の同級生。
沢村（さわむら）
演 - 井上珠里（第3話）
並木航平の小学校時代の同級生。
ハン・ユナと高鍋大和に取材している記者
演 - 服部桂吾（第5・8話）
熊田 梢（くまだ こずえ）
演 - 加藤あい（第6・8 - 9話）
過去に並木航平が勤めていた天文台の後輩。
熊田 好子（くまだ よしこ）
演 - 梅沢昌代（第6話）
熊田梢の母。

## スタッフ
- 脚本 - 武田有起
- 音楽 - 小西香葉、近藤由紀夫
- TD - 柳沢栄造
- 撮影 - 岡崎真一
- 映像 - 植木康弘
- 照明 - 村澤浩一
- 音声 - 奥雅人
- 録画 - 岡村亮
- 編集 - 清水正彦
- ライン編集 - 大方泉
- 音響効果 - 田母神正顕
- MA - 蜂谷博
- 技術プロデュース補 - 菅原光宏
- 撮影助手 - 松下宗生、山崎一央
- 照明助手 - 山口洋征、栗林映末里、生嶋航
- ライン編集助手　- 西山貴文
- 技術デスク - 青木李也
- 美術プロデュース - 津留啓亮
- 美術デザイン - 竹中健
- 美術進行 - 野宮昌志
- 大道具制作 - 内海靖之
- 操作 - 坂井貴浩
- 建具 - 阿久津正巳
- 持道具 - 中田瑛理
- メイク - 塚原ひろの
- ヘアメイク（キム・テヒ） - チェ・ユンミ、キム・ヒギョン
- ヘアメイク（テギョン） - ヤン・ユンジョン、チョ・アラ
- 電飾 - 中園誠四郎
- アクリル装飾 - 中村哲治
- 天文学指導 - 縣秀彦
- 警備指導 - 戸高徹也
- 協力 - 東邦警備保障
- アクションコーディネイト - 佐々木修平
- 技術協力 - フォーチュン、バスク、ヴァンシャープ
- 照明協力 - Kカンパニー
- 美術協力 - フジアール
- オブジェ協力 - 宇野亜喜良
- アクションコーディネイト - 佐々木修平
- 写真 - 近藤健嗣
- タイトルバック・CG - 岡野正広、熱田健太郎
- 広報 - 島谷真理
- 広告宣伝 - 吉田和江
- ホームページ - 須之内達也、伏見香織
- スケジュール - 為川裕之
- 制作担当 - 小野成樹
- 制作部 - 愛澤豊宣、津崎雄太
- 記録 - 恩田一代
- 制作デスク - 安江里香
- プロデューサー補 - 國川警、石川桃子
- 企画統括 - 成河広明
- 企画 - 成田一樹、太田大
- プロデュース - 千葉行利、大久保智己、高橋史典、宮川晶
- 協力プロデューサー - 高橋史典、宮川晶
- 演出 - 国本雅広、大久保智己、千葉行利、為川裕之
- 制作協力 - ケイファクトリー
- 制作著作 - フジテレビ

## 音楽
- 主題歌 - スピッツ「タイム・トラベル」（ユニバーサルミュージック）

原田真二のシングル曲「タイム・トラベル」のカバー曲。スピッツが連続ドラマの主題歌を担当するのは2004年のドラマ『めだか』の「正夢」以来7年ぶり。
- 挿入歌 - Crystal Kay「Superman」（Delicious Deli Records）[5]

## 放送日程
| 各話                                                      | 放送日   | サブタイトル                                                                    | 演出       | 視聴率 |
| --------------------------------------------------------- | -------- | ------------------------------------------------------------------------------- | ---------- | ------ |
| 第1話                                                     | 10月23日 | まさかの恋はまさかの期限付き・・・ 警備員×女優! キケンな2人のフルスロットルラブ | 国本雅広   | 10.2%  |
| 第2話                                                     | 10月30日 | キケンな2人急接近スターが我が家に不法侵入!? ヒミツの一夜                        | 国本雅広   | 09.7%  |
| 第3話                                                     | 11月06日 | キケンな2人急展開星が繋ぐ運命の三角形再会は衝撃の幕開け                         | 大久保智己 | 09.0%  |
| 第4話                                                     | 11月13日 | キケンな2人の罪と罰! 解雇! 罠にはまる姉弟                                       | 国本雅広   | 10.4%  |
| 第5話                                                     | 11月20日 | 約束を守れなかったキケンな二人・・・夢が、星が、遠く引き裂く                    | 千葉行利   | 08.3%  |
| 第6話                                                     | 11月27日 | 背を向けたフタリ・・・もう元には戻れない! 星空の下涙のエール                    | 国本雅広   | 09.6%  |
| 第7話                                                     | 12月04日 | 今夜、運命のキス! ついに恋が走り出す                                            | 爲川裕之   | 07.8%  |
| 第8話                                                     | 12月11日 | ガンモ決死の参戦で号泣! 最後の笑顔は誰の為                                      | 国本雅広   | 09.1%  |
| 第9話                                                     | 12月18日 | 幸せになるために! 勇気と冒険の最終章                                            | 国本雅広   | 08.4%  |
| 最終話                                                    | 12月25日 | 愛する者達の贈り物俺だけの星を見つけた!                                         | 国本雅広   | 10.9%  |
| 平均視聴率 9.4%（視聴率は関東地区・ビデオリサーチ社調べ） |          |                                                                                 |            |        |

- 第1話は15分拡大（21:00 - 22:09）。
- 第3話は「2011年ワールドカップバレーボール女子・日本×中国戦」の試合展開により50分繰り下げ
- 第4話は「2011年ワールドカップバレーボール女子・日本×ブラジル戦」の試合展開により25分繰り下げ
- 第5話は「2011年ワールドカップバレーボール男子・日本×イラン戦」の試合展開により40分繰り下げ
- 第6話は「2011年ワールドカップバレーボール男子・日本×エジプト戦」の試合展開により40分繰り下げ
- 第7話は「2011年ワールドカップバレーボール男子・日本×ブラジル戦」の試合展開により10分繰り下げ
- 最終話は「全日本フィギュアスケート選手権2011 女子フリー」の特別編成のため、通常より55分遅れの21:55-22:49に放送。

## 関連商品
- 「僕とスターの99日 DVD&Blu-ray BOX」（発売元：フジテレビ、2012年4月18日発売）

全10話